# ستيوارت لينغ (دبلوماسي)
ستيوارت لينغ (بالإنجليزية: Stuart Laing) (22 يوليو 1948 - ) دبلوماسي بريطاني سابق، عمل رئيسًا لكلية كوربوس كريستي جامعة كامبريدج من عام 2008 إلى عام 2018.

## عمله دبلوماسيًّا
التحق ستيوارت بالسلك الدبلوماسي عام 1970. وخلال خدمته في وزارة الخارجية، شغل المناصب التالية:
- نائب السفير لدى جمهورية التشيك—1989–1992
- نائب السفير لدى السعودية—1992–1995
- المفوض السامي لدى بروناي—1998–2002
- سفير لدى عُمان—2002–2005
- سفير لدى الكويت—2005–2008.

## مسيرته الأكاديمية
تخرج ستيوارت من كلية كوربوس كريستي بكامبريدج في عام 1970 بعد دراسة الكلاسيكيات. وعُيَّن رئيسًا لكليته القديمة كلية كوربوس كريستي في 1 أكتوبر 2008 خلفًا لأوليفر راكهام, وتقاعد من هذا المنصب في أغسطس 2018. وهو باحث في التاريخ العربي وشرق إفريقيا، وفي عام 2012 نشر مع روبرت ألستون كتاب «ثابت حتى نهاية الزمان» الذي يتحدث عن تاريخ علاقة بريطانيا بسلطنة عمان. وحصل على درجة الماجستير في الفلسفة في عام 2013 لأطروحة حول إنهاء تجارة الرقيق في المحيط الهندي. وفي عام 2017 نشر سيرة ذاتية لتاجر العاج تيبو تيبو (حامد بن محمد المرجبي).

## حياته الشخصية
ستيوارت موسيقي هاوٍ شغوف، يعزف على آلات الكيبورد والأوبوا. ويهوى السفر في الصحراء والمشي في التلال. وهو متزوج من سيبيلا (ابنة السير موريس هنري دورمان وخريجة قسم التاريخ من كلية نيونهام)، وله ابن وابنتان.